# 威正打儿汗台吉
威正打儿汗台吉（?—?），孛儿只斤氏，明代漠南蒙古察哈尔部贵族。他是達延汗玄孫，打来孙之子，扎萨克图汗、昆都力庄兔台吉的弟弟，简称威正、委正。
威正打儿汗台吉是蒙古左翼察哈尔万户领主。早年从父东迁，进入大兴安岭以东地区，击破泰宁卫、福余卫。占据泰宁卫故地，所以被称为泰宁酋长。和海西女真都督王台结为姻亲。嘉靖年间，和哥哥图们汗、黑石炭配合，进攻明朝长城界岭口、桃林、冷口等关口，隆庆年间，和炒花、速把亥多次攻打辽东、辽西。万历二年（1574年），与黑石炭、以儿邓等斩白马誓师，扬言攻明广宁（今辽宁省北镇市）、锦州、义州，实与速把亥攻入开原。万历三年（1575年），联合布延彻辰台吉，攻入沈阳，被明将李成梁等打败，损兵二百余人，散失战马、器械无数。万历七年（1579年），联合图们汗、以儿邓等率领三万骑兵，攻入东昌堡（今辽宁省海城市西北），被李成梁再败，八百余人被斩杀俘获。此后，和辽东明军多有冲突，多受损伤。